# Семёновка (Аркадакский район)
Семёновка — село в Аркадакском районе Саратовской области России. Административный центр Семёновского сельского поселения.

## Уличная сеть
В селе восемнадцать улиц: Вишневый пер., Водный пер., Мирный пер., Поселок Молодёжный, тер. Казарма 46 км, ул. Березовая, ул. Дружба народов, ул. Железнодорожная, ул. Живописная, ул. Животноводческая, ул. Зелёная, ул. Молодёжная, ул. Новая, ул. Привокзальная, ул. Садовая, ул. Советская, ул. Солнечная, ул. Элеваторная.

## Население
| 2002 | 2010 |
| ---- | ---- |
| 1111 | ↘888 |